# M. Abdul Jabbar
M. Abdul Jabbar (bengalisch এম এ জব্বার, geb. 30. November 1932; gest. 18. August 2020) war ein Politiker in Bangladesch. Er war Mitglied der Jatiya Party und im Jatiya Sangsad (Nationalparlament) für die Wahlkreise Pirojpur-3 und Pirojpur-4.
Im Februar 2015 wurde Jabbar zu einer Gefängnisstrafe bis zum Tod aufgrund von vier Anklagen wegen Verbrechen gegen die Menschlichkeit und Genozid während des Bangladesch-Krieges 1971 verurteilt.

## Leben

### Jugend und Karriere
Jabbar erwarb einen Bachelor in Engineering (Ingenieurwissenschaften) und schloss sich 1964 der Politik der Muslim League an. Er wurde 1964 erstmals ins Parlament gewählt und dann 1986 von Pirojpur-4 als Kandidat der Jatiya Party ins Parlament gewählt. 1988 wurde er von Pirojpur-3 ins Parlament gewählt.

### Kriegsverbrechen und Verurteilung
Das International Crimes Tribunal (আন্তর্জাতিক অপরাধ ট্রাইব্যুনাল) in Bangladesch, welches erst 2009 gegründet worden war, ermittelte gegen Jabbar. Es verfolgte Anschuldigungen, wonach Jabbar als Vorsitzender des Mathbaria Peace Committee eine Schlüsselrolle in der Bildung der Razakar-Miliz spielte und für Kriegsverbrechen verantwortlich war. Das Tribunal verurteilte ihn für Tötung, Massenmord, Plünderung und erzwungene Konversionen in Pirojpur 1971.
Darunter waren folgende Einzelanklagen:
- Tötung von zwei Freiheitskämpfern in Mathbarias Phuljhuri während des Befreiungskrieges und Brandschatzung und Plünderung von über 100 Häusern in Nathparha und Kuluparha in Pirojpur.[7]
- Tötung eines Mannes in Phuljhuri, Brandstiftung an 360 Häusern und Plünderung.
- Tötung von 11 Personen in Pirojpurs Noli Village, Plünderung und Brandstiftung an 60 Häusern.
- Erzwungene Konversion von 200 Hindus in Phuljhuri.[8]
- Einkerkerung von 37 Personen aus Angulkata und Mathbaria, Tötung von 22 von ihnen und schwere Verletzung von anderen.[9]

Im Mai 2014 wurde ein Haftbefehl gegen Jabbar ausgestellt. Laut den Ermittlern hatte Jabbar in späteren Jahren in den Vereinigten Staaten gelebt.